# Peisandros (Sparta)
Peisandros († 394 v. Chr. vor Knidos) war ein spartanischer Feldherr im Korinthischen Krieg.
Im Jahre 394 v. Chr. wurde er von seinem Schwager, dem spartanischen König Agesilaos II., mit dem Oberbefehl über die spartanische Flotte betraut. Peisandros war allerdings ein relativ unerfahrener Kommandeur, sodass er die Schlacht von Knidos, eine Seeschlacht vor der kleinasiatischen Küste, gegen die Perser verlor. Er kam im Verlauf der Schlacht ums Leben.